# 巴埃薩 (厄瓜多爾)
0°27′49″S 77°53′34″W / 0.46361°S 77.89278°W

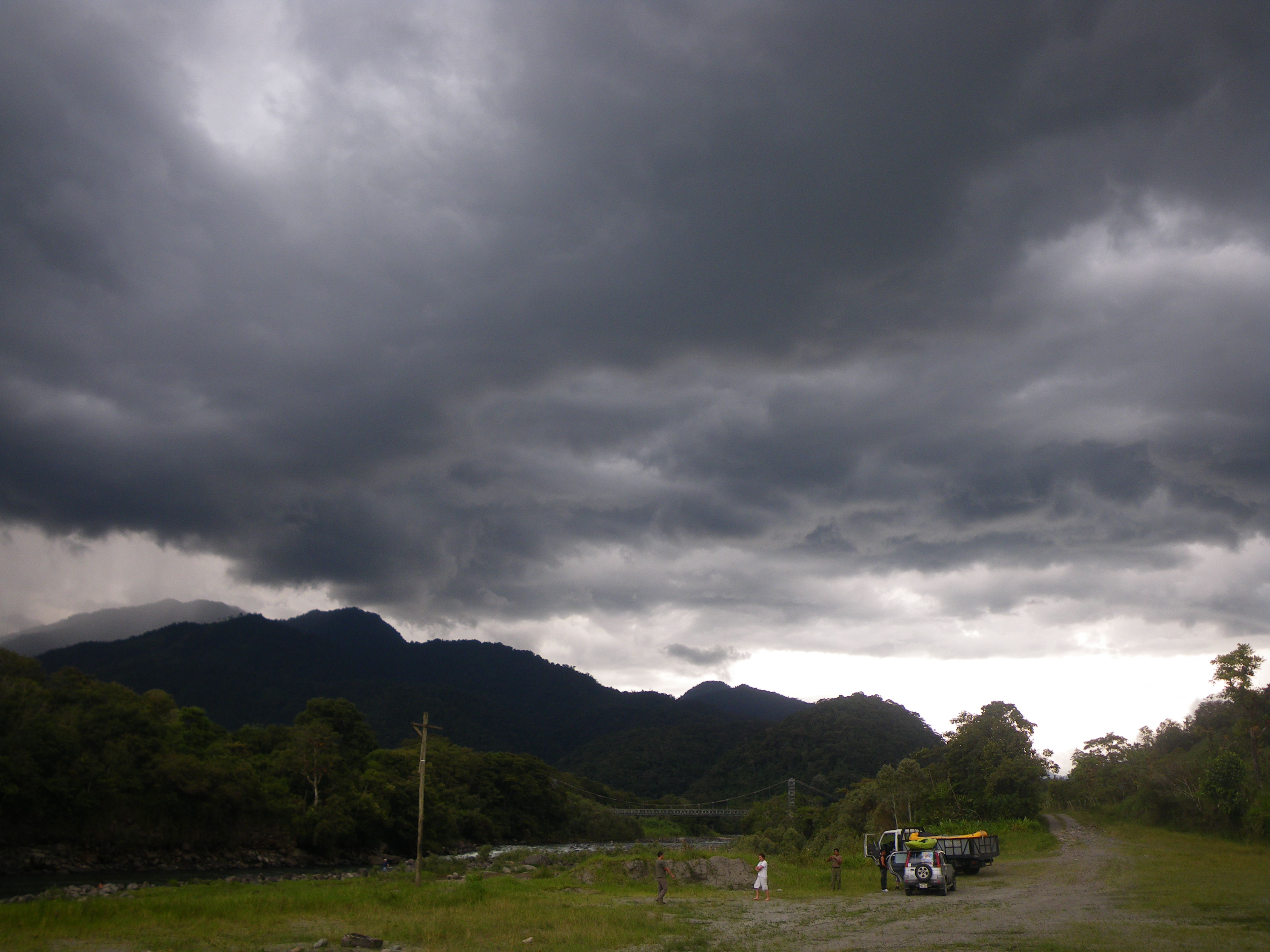

巴埃薩（西班牙語：Baeza），是厄瓜多爾的城鎮，位於該國中部，由納波省負責管轄，是基霍斯縣的首府，距離基多100公里，始建於1559年5月14日，海拔高度1,795米，2010年人口1,946。